# クリストファー・マンセル (第3代マンセル男爵)
第3代マンセル男爵クリストファー・マンセル（英語: Christopher Mansel, 3rd Baron Mansel、1695年以降 – 1744年11月26日）は、グレートブリテン貴族。

## 生涯
初代マンセル男爵トマス・マンセルとマーサ・ミリントン（Martha Millington、1669年ごろ – 1718年6月10日、フランシス・ミリントンの娘）の次男として生まれた。
1744年1月29日に兄ロバートの息子トマスが死去すると、マンセル男爵位を継承した。
1744年11月26日、生涯未婚のままニューイックで死去、弟ビュシーが爵位を継承した。